# Sungazing
El sungazing (también conocido como sun gazing, curación solar, observación solar, yoga solar, surya yoga o sun yoga) es el acto de mirar directamente al sol durante el amanecer y el anochecer. A veces se realiza como parte de una terapia alternativa y otras como parte de una práctica espiritual o religiosa con la creencia de que la luz solar en esos momentos puede transmitir una energía espiritual.
Es una práctica peligrosa, ya que mirar al Sol puede causar daños permanentes en el ojo e incluso ceguera, y no existe ninguna evidencia que avale ningún efecto beneficioso.

## Propósito
Los defensores del sun gazing argumentan que experimentan aumentos del nivel de energía y disminuciones del apetito. Como en otras formas de inedia, esta afirmación es considerada carente de fundamento.
Llamado sunning (asolear) por William Horatio Bates mirar al sol era uno de una serie de ejercicios incluidos en su método Bates. Este se convirtió en una forma popular de terapia alternativa oftalmológica a principios del siglo XX. Sus métodos fueron ampliamente debatidos durante su apogeo, pero finalmente fueron desacreditados por su falta de rigor científico siendo no solo inútiles sino además peligrosos. El British Medical Journal informó en 1967 que "Bates (1920) abogaba por la observación prolongada del sol como tratamiento de la miopía, con resultados desastrosos".

## Peligros y eficacia
El ojo humano es muy sensible y la exposición prolongada a la luz solar directa puede dañarlos, es por ello que la práctica de mirar al Sol es peligrosa, ya que mirar directamente al Sol, incluso por períodos breves de tiempo, puede causar daños graves a los ojos como retinopatía, pterigión, cataratas y, a menudo, ceguera.  Los estudios han demostrado que incluso al ver un eclipse solar, el ojo puede estar expuesto a niveles dañinos de radiación ultravioleta.
La retinopatía solar es una patología del ojo debida a la radiación solar que se produce frecuentemente por mirar al Sol durante los eclipses solares.
Aunque la pérdida de visión que resulta de este daño es generalmente reversible, se han informado casos de pérdida permanente de la visión, por lo que la mayoría de oftalmólogos aconsejan a sus pacientes no mirar directamente al Sol durante los eclipses solares.
El cuerpo humano no tiene ningún órgano para convertir la luz solar en una forma de energía que pueda utilizarse como combustible y las ideas de sobrevivir sin comida, o inedia, y mirar al Sol están ampliamente desacreditadas.